# Down II: A Bustle in Your Hedgerow
| Оценки критиков | Оценки критиков |
| Источник        | Оценка |
| --------------- | --- |
| AllMusic        | [ 2 ] |
| Metal Hammer    | 8 из 10 звёзд · 8 из 10 звёзд · 8 из 10 звёзд · 8 из 10 звёзд · 8 из 10 звёзд · 8 из 10 звёзд · 8 из 10 звёзд · 8 из 10 звёзд · 8 из 10 звёзд · 8 из 10 звёзд |
| Rock Sound      | 4 из 5 звёзд · 4 из 5 звёзд · 4 из 5 звёзд · 4 из 5 звёзд · 4 из 5 звёзд                                                                                      |
| Rock Hard       | 9.5/10 |

Down II: A Bustle in Your Hedgerow — второй полноформатный альбом группы Down, вышедший 26 марта 2002 года. Название альбома позаимствовано из слов песни «Stairway to Heaven» группы Led Zeppelin.

## Запись
Альбом «Down II: A Bustle in Your Hedgerow» был выпущен спустя 7 лет после выпуска их первого полноформатного альбома «NOLA», что является очень большим временным промежутком между двумя этими релизами. Будучи супергруппой, Down после выхода «NOLA» в свет взяла паузу, и её участники вернулись в свои основные группы (то есть Pantera, Superjoint Ritual, Eyehategod, Crowbar и Corrosion of Conformity). В 1999 году группа собирается вновь, но в качестве басиста утвердили Рекса Брауна (ex-Pantera) вместо Тодда Стренджа, предпочёвшего остаться в Crowbar. Запись альбома проводилась в течение 28 дней в южной Луизиане, дома у Фила Ансельмо, в сарае.

## Коммерческий успех и признание
В 2002 году альбом занял 44 место в чартах Billboard 200 и 67 место в German Album Charts.
| Издание      | Страна         | Список                                    | Год  | Позиция |
| ------------ | -------------- | ----------------------------------------- | ---- | ------- |
| Metal Hammer | United Kingdom | «Альбомы года»                            | 2002 | 4       |
| Kerrang!     | United Kingdom | «Альбомы года»                            | 2002 | 14      |
| Terrorizer   | United Kingdom | «Альбомы года»                            | 2002 | 20      |
| Rock Hard    | Germany        | «500 альбомов рока и металла всех времён» | 2005 | 319     |

## Список композиций
| №                   | Название                                          | Автор(ы)                                                 | Длительность |
| ------------------- | ------------------------------------------------- | -------------------------------------------------------- | ------------ |
| 1.                  | «Lysergik Funeral Procession»                     | Phil Anselmo, Jimmy Bower, Pepper Keenan, Kirk Windstein | 3:10         |
| 2.                  | «There's Something on My Side»                    | Anselmo, Keenan, Windstein                               | 5:21         |
| 3.                  | «The Man That Follows Hell»                       | Anselmo, Keenan                                          | 4:33         |
| 4.                  | «Stained Glass Cross»                             | Anselmo, Bower, Keenan                                   | 3:36         |
| 5.                  | «Ghosts Along the Mississippi»                    | Anselmo, Bower, Rex Brown, Keenan, Windstein             | 5:06         |
| 6.                  | «Learn from This Mistake»                         | Anselmo, Brown, Keenan                                   | 7:14         |
| 7.                  | «Beautifully Depressed»                           | Anselmo, Bower, Keenan, Windstein                        | 4:52         |
| 8.                  | «Where I'm Going»                                 | Anselmo, Keenan                                          | 3:10         |
| 9.                  | «Doobinterlude» (instrumental)                    | Bower                                                    | 1:50         |
| 10.                 | «New Orleans Is a Dying Whore»                    | Anselmo, Bower, Keenan, Windstein                        | 4:15         |
| 11.                 | «The Seed»                                        | Anselmo, Bower, Keenan                                   | 4:21         |
| 12.                 | «Lies, I Don't Know What They Say But...»         | Anselmo, Brown, Keenan                                   | 6:21         |
| 13.                 | «Flambeaux's Jamming with St. Aug» (instrumental) | Bower                                                    | 0:59         |
| 14.                 | «Dog Tired»                                       | Anselmo, Bower, Keenan                                   | 3:21         |
| 15.                 | «Landing on the Mountains of Meggido»             | Anselmo                                                  | 7:49         |
| Общая длительность: | Общая длительность:                               | Общая длительность:                                      | 65:58        |

Название песни «Ghosts Along the Mississippi» взято из книги фотографа Кларенса Джона Логлина, фотографии которого были использованы в буклете к альбому NOLA.

## Участники записи
- Фил Ансельмо (ex-Pantera & Superjoint Ritual) — вокал, гитара на треке «Landing on the Mountains of Meggido»
- Рекс Браун (ex-Pantera) — бас-гитара
- Пэппер Кинэн — гитара
- Кёрк Уиндстейн — гитара
- Джимми Бауэр — барабаны
- Стефани Опал Уэйнстейн — бэк-вокал на треке «Landing on the Mountains of Meggido»